# Distrikt Sicsibamba
Der Distrikt Sicsibamba liegt in der Provinz Sihuas in der Region Ancash in West-Peru. Der Distrikt wurde am 6. November 1909 gegründet. Er besitzt eine Fläche von 82,5 km². Beim Zensus 2017 wurden 1561 Einwohner gezählt. Im Jahr 1993 lag die Einwohnerzahl bei 2118, im Jahr 2007 bei 1906. Die Distriktverwaltung befindet sich in der 3120 m hoch gelegenen Ortschaft Umbe mit 302 Einwohnern (Stand 2017). Umbe liegt 13 km südöstlich der Provinzhauptstadt Sihuas.

## Geographische Lage
Der Distrikt Sicsibamba liegt im Südosten der Provinz Sihuas. Die Flüsse Río Chullin und Río Rupac begrenzen den Distrikt im Nordwesten und im Norden.
Der Distrikt Sicsibamba grenzt im Westen an den Distrikt San Juan, im Norden an den Distrikt Huayllabamba, im Osten an den Distrikt Parobamba (Provinz Pomabamba) sowie im Süden an den Distrikt Pomabamba (ebenfalls in der Provinz Pomabamba).

## Ortschaften
Im Distrikt gibt es neben dem Hauptort folgende Ortschaften (caseríos und centros poblados):
- Balcón
- Cañasbamba
- Charcas
- Purupuro
- Sicsibamba (421 Einwohner)